# Чорний куклукскланівець
«Чорний куклукскланівець» (англ. BlacKkKlansman) — американський пригодницький фільм-трилер 2018 року, поставлений режисером Спайком Лі за книгою Рона Столворта «Чорний кланівець». 
Світова прем'єра фільму відбулася 14 травня 2018 року на 71-му Каннському міжнародному кінофестивалі 2018 року, де він брав участь в основній конкурсній програмі  та здобув Гран-прі. В українській кінопрокат стрічка не виходила. 
У січні 2019 року фільм був номінований на 91-шу премію Американської кіноакадемії «Оскар» у 6-ти категоріях та здобув перемогу в номінації «Найкращий адаптований сценарій» .

## Сюжет
1979 рік. Афроамериканський поліцейський Рон Столворт з Колорадо-Спрінгз, штат Колорадо, проникає у місцеве угрупування ку-клукс-клану і настільки завойовує довіру нових друзів, що йому пропонують очолити одне з відділень клану.

## У ролях
| Джон Девід Вашингтон | детектив Рон Столворт    |
| Адам Драйвер         | Фліп                     |
| Тофер Грейс          | Девід Дюк                |
| Лора Херріер         | Патрисія                 |
| Раян Егголд          | Волтер Брейквей          |
| Корі Гокінс          | Стоклі Кармайкл          |
| Пол Волтер Гаузер    | Айвенго                  |
| Роберт Джон Берк     | шеф Бріджес              |
| Яспер Пяякконен      | Фелікс Кендриксон        |
| Майкл Бушемі         | Джиммі                   |
| Алек Болдвін         | доктор Кеннебрю Борегард |
| Гаррі Белафонте      | Джером Тернер            |

## Знімальна група
- Автори сценарію — Спайк Лі, Чарлі Вахтел, Кевін Віллмотт за книгою Рона Столворта «Чорний кланівець»
- Режисер-постановник — Спайк Лі
- Продюсери — Джейсон Блум, Спайк Лі, Реймонд Менсфілд, Шон Маккіттрик, Джордан Піл, Шон Реддік
- Виконавчі продюсери — Марсея А. Браун, Едвард Г. Гемм мол.
- Співпродюсери — Девід Рабинович, Чарлі Вахтел
- Оператор — Чейз Ірвін
- Композитор — Теренс Бленчард
- Монтаж — Беррі Александер Браун
- Художник-постановник — Курт Біч
- Художник з костюмів — Марсі Роджерс
- Художник-декоратор — Кеті Т. Маршалл
- Артдиректор — Марсі Мадд
- Підбір акторів — Кім Колмен

## Виробництво
Зйомки фільму стартували в жовтні 2017 року.

## Нагороди та номінації
| Список нагород та номінацій | Список нагород та номінацій | Список нагород та номінацій          | Список нагород та номінацій            | Список нагород та номінацій | Список нагород та номінацій |
| Кінофестиваль/Кінопремія    | Рік                         | Категорія                            | Номінант(и)                            | Результат                   | Дж                          |
| --------------------------- | --------------------------- | ------------------------------------ | -------------------------------------- | --------------------------- | --------------------------- |
| Каннський кінофестиваль     | травень 2018                | Золота пальмова гілка                | Чорний куклукскланівець                | Номінація                   | [ 1 ]                       |
| Каннський кінофестиваль     | травень 2018                | Гран-прі                             | Чорний куклукскланівець                | Перемога                    | [ 3 ]                       |
| Премія «Золотий глобус»     | 6.01.2019                   | Найкращий фільм (драма)              | Чорний куклукскланівець                | Номінація                   |                             |
| Премія «Золотий глобус»     | 6.01.2019                   | Найкращий режисер                    | Спійк Лі                               | Номінація                   |                             |
| Премія «Золотий глобус»     | 6.01.2019                   | Найкраща чоловіча роль (драма)       | Джон Девід Вашингтон                   | Номінація                   |                             |
| Премія «Золотий глобус»     | 6.01.2019                   | Найкраща чоловіча роль другого плану | Адам Драйвер                           | Номінація                   |                             |
| Премія БАФТА                | 10.02.2019                  | Найкращий фільм                      | Чорний куклукскланівець                | Номінація                   | [ 10 ]                      |
| Премія БАФТА                | 10.02.2019                  | Найкращий режисер                    | Спайк Лі                               | Номінація                   | [ 10 ]                      |
| Премія БАФТА                | 10.02.2019                  | Найкраща чоловіча роль другого плану | Адам Драйвер                           | Номінація                   | [ 10 ]                      |
| Премія БАФТА                | 10.02.2019                  | Найкращий адаптований сценарій       | Спайк Лі, Чарлі Вагтел, Кевін Віллмотт | Перемога                    | [ 10 ]                      |
| Премія БАФТА                | 10.02.2019                  | Найкраща музика до фільму            | Теренс Бланшар                         | Номінація                   | [ 10 ]                      |
| Премія «Оскар»              | 24.02.2019                  | Найкращий фільм року                 | Чорний куклукскланівець                | Номінація                   | [ 7 ]                       |
| Премія «Оскар»              | 24.02.2019                  | Найкраща режисерська робота          | Спайк Лі                               | Номінація                   | [ 7 ]                       |
| Премія «Оскар»              | 24.02.2019                  | Найкраща чоловіча роль другого плану | Адам Драйвер                           | Номінація                   | [ 7 ]                       |
| Премія «Оскар»              | 24.02.2019                  | Найкращий адаптований сценарій       | Спайк Лі, Чарлі Вахтел, Кевін Віллмотт | Перемога                    | [ 7 ]                       |
| Премія «Оскар»              | 24.02.2019                  | Найкраща музика                      | Ніколас Брітелл                        | Номінація                   | [ 7 ]                       |
| Премія «Оскар»              | 24.02.2019                  | Найкращий монтаж                     | Беррі Александер Браун                 | Номінація                   | [ 7 ]                       |